# Scream 2
Scream 2 ist ein US-amerikanischer Horrorfilm des Regisseurs Wes Craven aus dem Jahr 1997. Das Drehbuch stammt abermals von Kevin Williamson.
Dieser Fortsetzung des erfolgreichen Vorgängers folgten die ebenfalls kommerziell erfolgreichen Filme Scream 3 (2000) und Scream 4 (2011). Der fünfte Teil Scream erschien im Januar 2022, Scream VI im März 2023.

## Handlung
Rund zwei Jahre sind seit der Mordserie in Woodsboro vergangen. Die Überlebende Sidney findet sich gerade wieder im normalen Leben zurecht und besucht das College, als sich der Albtraum zu wiederholen scheint. Die Polizei steht vor einem Rätsel. Hat man damals vielleicht die Falschen verdächtigt und getötet? Oder gibt es einfach nur einen Nachahmer? Die Vorgänge rufen auch wieder die Journalistin Gale Weathers auf den Plan. Sie hatte aus der Geschichte der Woodsboro-Morde ein Buch verfasst, welches gerade als Kinofilm „Stab“ seine Premiere feierte – und genau auf dieser Premiere schlug der unbekannte Täter das erste Mal zu.
Sidney muss hilflos miterleben, wie ihre Freunde getötet werden, u. a. stirbt auch Randy. Da bei der ersten Mordserie ihr eigener Freund Billy einer der Täter war, beginnt sie, auch an ihrem neuen Freund Derek zu zweifeln. Unterstützung erhält sie von ihrem Bekannten Dewey, einem weiteren Überlebenden der Woodsboro-Morde.
Gale wird bei ihren Recherchen von der neugierigen Provinzjournalistin Debbie Salt behindert. Derek bringt derweil seine Fraternity (dt. Studentenverbindung) gegen sich auf und wird zur Strafe abgefüllt und gefesselt auf einer Theaterbühne zurückgelassen, wo er dem maskierten Killer hilflos ausgeliefert ist. Sidney muss mit ansehen, wie Derek erschossen wird. Auch Dewey wird niedergestochen.
Im Theater kommt es schließlich zum Showdown zwischen Sidney und den zwei Mördern: Mrs. Loomis und Mickey. Die für den Post Telegraph arbeitende Debbie Salt ist in Wirklichkeit die Mutter von Billy, einem der Mörder aus dem ersten Teil. Laut eigenen Aussagen hat sie Mickey in einem „Psychopathen-Chat“ kennengelernt. Sie erschießt ihn letzten Endes, da sie ihn lediglich als Mittel zum Zweck ausnutzte.
Mrs. Loomis beging die Morde, um ihren Sohn Billy zu rächen, wobei Mickey lediglich durch die Aufmerksamkeit in der Presse berühmt werden wollte.
Am Ende gelingt es – dem inzwischen entlasteten und zunächst irrtümlich als Mörder von Sidneys Mutter inhaftierten – Cotton Weary, Mrs. Loomis durch einen Schuss in den Hals zu töten. Der vermeintlich tote Mickey lebt jedoch noch, wird allerdings durch mehrere Schüsse von Sidney und Gale zur Strecke gebracht.

## Besetzung und Synchronisation
| Figur                          | Darsteller            | Deutscher Sprecher       |
| ------------------------------ | --------------------- | ------------------------ |
| Sidney Prescott                | Neve Campbell         | Veronika Neugebauer      |
| Gale Weathers                  | Courteney Cox         | Madeleine Stolze         |
| Deputy Dwight „Dewey“ Riley    | David Arquette        | Frank Röth               |
| Casey „Cici“ Cooper            | Sarah Michelle Gellar | Anke Kortemeier          |
| Randy Meeks                    | Jamie Kennedy         | Alexander Brem           |
| Derek Feldman                  | Jerry O’Connell       | Philipp Moog             |
| Maureen Evans                  | Jada Pinkett Smith    | Michèle Tichawsky        |
| Phil Stevens                   | Omar Epps             | Claus Brockmeyer         |
| Cotton Weary                   | Liev Schreiber        | Marco Kröger             |
| Mickey Altieri                 | Timothy Olyphant      | Hubertus von Lerchenfeld |
| Nancy Loomis (aka Debbie Salt) | Laurie Metcalf        | Katharina Lopinski       |
| „Stab“ Casey                   | Heather Graham        | Natascha Geisler         |
| Hallie                         | Elise Neal            | Solveig Duda             |
| Chief Hartley                  | Lewis Arquette        | Norbert Gastell          |
| Officer Andrews                | Philip Pavel          | Matthias Klie            |
| Stimme von Ghostface           | Roger Jackson         | Kai Taschner             |

In Scream 2 erfolgt erneut eine beträchtliche Anzahl von Cameoauftritten.
- Heather Graham als „Stab“-Casey
- Luke Wilson als „Stab“-Billy
- Tori Spelling als „Stab“-Sidney
- Wes Craven als Arzt (ohne Dialog und nicht im Abspann erwähnt)
- Kevin Williamson als Cottons Interviewer
- Matthew Lillard, dessen Filmcharakter im ersten Teil getötet wurde, ist im zweiten Teil in einer Szene auf der Party kurz im Hintergrund zu sehen, umarmt dabei sogar den Killer dieses Teils, Mickey.
- Peter Deming, der Kameramann des Filmes, taucht als Popcornverkäufer in der ersten Sequenz des Filmes auf.

Ferner sieht man zu Beginn des Films im Wandschrank von Sidney Prescott den Ringelpullover, den Freddy Krueger aus Wes Cravens Nightmare trug.
Die deutsche Synchronfassung entstand bei der FFS Film- & Fernseh-Synchron GmbH, München. Horst Geisler schrieb das Dialogbuch und führte Regie.

## Kritik
Scream 2 erhielt ein gutes Presseecho, was sich auch in den Auswertungen US-amerikanischer Aggregatoren widerspiegelt. So erfasst Rotten Tomatoes größtenteils positive Besprechungen und ordnet den Film dementsprechend als „Zertifiziert Frisch“ ein. Laut Metacritic fallen die Bewertungen im Mittel „Grundsätzlich wohlwollend“ aus.

„Weniger noch als im ersten Teil wird das Geschehen von Suspense-Momenten getragen; Spannung reduziert sich auf mit großem orchestralem Aufwand untermalte Schockeffekte, die sich beizeiten ebenso abnutzen wie filmische Zitate und Querverweise. Ein spekulatives, dabei um politische Korrektheit buhlendes Machwerk, das nur noch ärgerlich stimmt.“

## Hintergrund
- Auch beim zweiten Teil stehen wieder vermeintliche Filmregeln im Zentrum der Handlung, nach denen sich die Täter richten. Nur seien die Regeln bei Fortsetzungen andere als bei den Originalen. Während der Scream-2-Dialoge, in der Szene mit dem universitären Filmtheorie-Seminar, werden Filme erwähnt wie Aliens – Die Rückkehr, Terminator 2, House II – Das Unerwartete und Der Pate – Teil II. Darüber hinaus erwähnt der Kameramann Joel, verkörpert von Duane Martin, sich angesichts der blutigen Morde an die umstrittene Pseudo-Dokumentarfilm-Reihe Gesichter des Todes erinnert zu fühlen.
- Die Titelmelodie der Cassandra, während der Theaterszene, wurde von Danny Elfman geschrieben, dem Stammkomponisten von Tim Burton.
- Teile des Soundtracks wurden aus dem Film Operation: Broken Arrow übernommen, da diese Lieder als Platzhalter während des Schnittes dienten, dann aber keine besseren gefunden wurden. So ist unter anderem das musikalische Thema für Dewey ursprünglich die Titelmelodie aus Broken Arrow.
- Der Film spielte bei Kosten von 24 Millionen US-Dollar 172 Millionen US-Dollar ein.[8]
- Im ersten Teil wird Sidney von Dewey gefragt, wer bei einer möglichen Verfilmung der Geschichte denn ihre Rolle spielen solle und dass er sich gut die junge Meg Ryan vorstellen könnte, worauf Sidney antwortet, dass es bei ihrem Glück wohl eher Tori Spelling wird, im zweiten Teil hat letztere tatsächlich die Rolle der Sidney Prescott in der Verfilmung der Woodsboro-Morde.
- In Deutschland sahen den Film 1.267.895 Menschen.[8]
- Es existiert auch eine um wenige blutige Szenen (insgesamt rund eine halbe Minute) gekürzte deutsche Fassung, die von der FSK eine Altersfreigabe ab 16 Jahren erhalten hat.
- Die Synchronstimme der Rolle Hallie, gespielt von Elise Neal, wurde gesprochen von Solveig Duda, die bereits in Scream – Schrei! der Rolle Tatum ihre Stimme lieh.
- Der erste 30-seitige Drehbuch-Entwurf für Scream 2 wurde von Hackern im Internet veröffentlicht, deshalb musste das Script umgeschrieben werden. Ab diesem Zeitpunkt wurde penibel auf die Vertraulichkeit geachtet. Die Schauspieler erhielten beispielsweise eine Drehbuchversion, in der das Ende des Filmes fehlte.
- In der Szene, in der sich der mutmaßliche Mörder Cotton Weary, verkörpert von Liev Schreiber, mit der TV-Reporterin Gale Weathers auf dem Polizeirevier unterhält, sagt Cotton Weary: „Ich warte auf meine 15 Minuten des Ruhms. Das verstehen Sie doch, oder Gale?“. Dabei verwendet die Figur Cotton Weary ein bekanntes Zitat des Pop-Art-Künstlers Andy Warhol, der sich damit auf mediale Aufmerksamkeit bezog.
- Als Casey „Cici“ Cooper, dargestellt von Sarah Michelle Gellar, abends alleine im Wohnzimmer sitzt, telefoniert und am Fernseher durch die Kanäle zappt, landet sie dabei bei dem schwarz-weißen Horrorfilm Nosferatu – Eine Symphonie des Grauens des Regisseurs Friedrich Wilhelm Murnau von 1922, der dann im Hintergrund auf dem Fernsehgerät läuft, während sie von dem maskierten Messer-Mörder durch das Haus gejagt wird.